# Torres Mulieris
Les Torres Mulieris sont deux édifices résidentiels à appartements formant le complexe Torres Mulieris et situés dans le quartier de Puerto Madero, à Buenos Aires, capitale de l'Argentine. Ce sont le Torre Mulieris I et le Torre Mulieris II.